# Летње олимпијске игре 2020.
XXXII Летње олимпијске игре су биле спортски догађај који је одржан у Токију, главном граду Јапана, од 23. јула до 8. августа 2021. године. 
Одлука да се олимпијске игре, првобитно заказане за 2020. годину, одрже у Токију донета је 7. септембра 2013. у Буенос Ајресу. Токио је победио кандидатуре Мадрида и Истанбула. Ово је други пут да је Токио био домаћин Олимпијских игара, након 1964. и четврти пут да су игре организоване у Јапану након Зимских олимпијских игара 1972. у Сапору и 1998. у Нагану. Ово су биле друге од три узастопних Олимпијских игара у источној Азији, након Зимских 2018. године у Пјонгчангу и пре 2022. у Пекингу.
Након избијања пандемије ковида почетком 2020. године, календар глобалног спорта је претрпео највеће промене од Другог светског рата. Квалификациона такмичења у многим спортовима су суспендована, а одржавање Игара у најављеном термину је доведено у питање. У марту 2020. године је објављено да ће се игре померити до лета 2021.
| 300+ 100+ 30+ | 10+ 4+ 1+ |

Ово је био други пут да су олимпијске игре заказане у Токију померене, након што су Летње олимпијске игре 1940. првобитно премештене у Хелсинки због Другог јапанско-кинеског рата, а затим потпуно отказане због Другог светског рата.
Осим у Токију и другим местима у региону Канто, одређена спортска такмичења су била одржана и на даљим локацијама. Такмичења у друмском бициклизму је одржано у Ојами, маратонске трке и брзо ходање у Сапору, прве утакмице бејзболу и софтболу у Фукушими, док су фудбалске утакмице реализоване широм Јапана.
На Олимијским играма у Токију су одржана такмичења у рекордна тридесет три спорта. Након 2008. године, на игре су се вратили бејзбол и софтбол, а дебитовали су карате, спортско пењање, сурфовање, скејтборд, а унутар кошаркашких такмичења баскет 3x3 и у склопу бициклизма медисон и freestyle BMX. Мешовите мушко-женске категорије су уведене у атлетици, пливању, стоном тенису, стрељаштву, триатлону и џудоу.
Северна Кореја се повукла са Игара због пандемије ковида. Због суспензије Русије из свих међународних спортских такмичења од стране Светске антидопинг агенције, руски спортисти су учествовали у склопу тима под именом „РОК” (енгл. ROC), заставом свог олимпијског комитета и композицијом Петра Чајковског у својству химне. Под олимпијском заставом је други пут заредом учествовао Олимпијски избеглички тим. Есватини и Северна Македонија су дебитовали под овим именима.

## „Трка за домаћинство Игара”
Три града кандидата били су Токио, Истанбул и Мадрид. Градови кандидати Баку и Доха нису промовисани у статус кандидата. Понуда из Рима је повучена.
Међународни олимпијски комитет (МОК) гласао је за избор града домаћина Летњих олимпијских игара 2020. 7. септембра 2013. на 125. седници МОК-а у Буенос Ајресу, користећи исцрпан систем гласања. Ниједан од градова кандидата није освојио више од 50% гласова у првом кругу; Мадрид и Истанбул су били изједначени на другом месту, па је одржан други круг гласања да би се утврдило који ће од два града бити елиминисан. Коначно гласање је било директно такмичење између Токија и Истанбула. Токио је изабран са 60 гласова за и 36 против, чиме је добио најмање 49 гласова потребних за већину.
| Град     | Земља   | 1. рунда | Међурунда | 2. рунда |
| -------- | ------- | -------- | --------- | -------- |
| Токио    | Јапан   | 42       | —         | 60       |
| Истанбул | Турска  | 26       | 49        | 36       |
| Мадрид   | Шпанија | 26       | 45        | —        |

## Утицај пандемије ковида 19
У јануару 2020. изнета је забринутост у вези са потенцијалним утицајем пандемије ковида 19 на спортисте и посетиоце Летњих олимпијских игара. Организатори у Токију и Међународни олимпијски комитет инсистирали су да прате ширење болести како би се смањили њени ефекти на припреме за Олимпијаду. МОК је навео да су 2020. њихови јапански партнери и премијер Шинзо Абе „веома јасно ставили до знања да Јапан не може да се избори са одлагањем најкасније следећег лета [2021]“. За разлику од случаја вируса Зика током Летњих олимпијских игара 2016. у Рио де Жанеиру, САРС-КоВ-2 се може пренети директно међу људима, што представља теже изазове за организаторе да се супротставе заразној болести и организују безбедан и сигуран догађај. Такође за разлику од случаја Х1Н1 „свињског грипа“ током Зимских олимпијских игара 2010. у Ванкуверу, КОВИД-19 има већу стопу смртности и није било ефикасне вакцине до децембра 2020. У интервјуу из фебруара 2020, конзервативни кандидат за градоначелника Лондона Шон Бејли је тврдио да ће Лондон моћи да буде домаћин Олимпијских игара на некадашњим олимпијским објектима 2012. уколико Игре буду померене због пандемије КОВИД-19. Гувернер Токија Јурико Коике критиковао је Бејлијев коментар као неприкладан. Почетком 2021. године, званичници америчке државе Флорида понудили су да буду домаћини одложених Игара у њиховој држави, док је Џон Коутс, потпредседник МОК-а задужен за Олимпијске игре у Токију, рекао да ће Игре бити отворене чак и ако град и други делови Јапана буду под ванредним стањем због КОВИД-19.
Процене Националног института за заразне болести и Универзитета у Кјоту предвиђале су да би током Игара могло бити потребно увођење ванредног стања. Извештаји објављени на панелу стручњака Министарства здравља такође показују да се број нових пацијената повећао на 10.000 ако би Игре дозволиле гледаоце.

### Отказивање и одлагање квалификационих догађаја
Забринутост због пандемије почела је да утиче на квалификационе турнире почетком 2020. Неки који су требали да се одрже у фебруару премештени су на алтернативне локације како би се решила забринутост око путовања у погођена подручја, посебно у Кину. На пример, квалификације за женску кошарку су одигране у Београду, уместо у Фошану. Квалификациони турнир у боксу за Азију и Океаније, који је првобитно планиран да се одржи од 3. до 14. фебруара у Вухану (место првобитног избијања пандемије КОВИД-19), се одржао у Аману, почетком марта. Утицао је и на треће коло квалификационог турнира у фудбалу за жене, пошто су утакмице по групама које су раније биле планиране да се одрже у Кини пребачене у Аустралију. Европске боксерске квалификације почеле су 14 марта 2020. у Лондону, али су суспендоване након два дана такмичења пре него што су померене за април 2021. На крају су настављене у јуну 2021, али су премештене у Париз због обновљене забринутости око путовања у Уједињено Краљевство. Други квалификациони догађаји који су требали да се одрже од марта до јуна 2020. почели су да се одлажу за касније током године и средину 2021. као део шире суспензије међународних спортских такмичења као одговор на пандемију. Погођено је мноштво олимпијских спортова, укључујући стрељаштво, бејзбол, бициклизам, рукомет, џудо, веслање, једрење, одбојку и ватерполо.

### Утицај на допинг тестове
Обавезни допинг тестови су били озбиљно ограничени због пандемије КОВИД-19 почетком 2020. Европске антидопинг организације изразиле су забринутост да се не могу обавити тестови крви и урина и да би мобилизација особља неопходног за то пре краја пандемије представљала здравствени ризик. Упркос потреби за опсежним тестирањем пре Игара, Светска антидопинг агенција (WADA) навела је да су јавно здравље и безбедност њихови највиши приоритети. Кинеска антидопинг агенција (CHINADA) привремено је обуставила тестирање 3 фебруара 2020, са планираним наставком фазног тестирања до краја месеца, и антидопинг организације у Сједињеним Државама, Француској, Великој Британији и Немачкој смањиле су своје активности тестирања до краја марта.
Касније је откривено да су двадесет три кинеска пливача била позитивна на лек триметазидин, али им је дозвољено да се такмиче, након што је CHINADA тврдила да су унели мале количине несвесно из кухиње. Неки, укључујући Занг Јуфеи, Ванг Шуен и Ћин Хајанг, освојили су медаље. Ова афера је изазвала дубоко узнемирење међу међународном атлетском заједницом.

### Одлагање за 2021.
Организациони комитет Олимпијских и Параолимпијских игара (ТОЦОГ) у Токију објавио је саопштење 2. марта 2020. године, потврђујући да се припреме за предстојеће Олимпијске игре у Токију „настављају по плану“. Дана 23 марта, и Канада и Аустралија су наговестиле да ће се повући са Игара ако не буду одложене за годину дана. Истог дана, јапански премијер Шинзо Абе изјавио је да ће подржати предложено одлагање, наводећи да је осигурање безбедности спортиста "најважније", а ветеран МОК-а и бивши потпредседник Дик Паунд рекао је да очекује да Игре буду одложене.
Дана 24. марта 2020, 122 дана до планираног почетка, МОК, ТОЦОГ и премијер Абе објавили су заједничку изјаву у којој најављују да ће Летње олимпијске и Параолимпијске игре 2020. бити померене за датум „иза 2020, али не касније од лета 2021. Они су навели да би Игре могле да „стану као светионик наде свету у овим немирним временима”, а да би олимпијски пламен могао да постане „светло на крају тунела у којем се свет тренутно налази”. Премијер Абе је изјавио да је председник МОК-а Томас Бах одговорио „са 100 одсто сагласности“ на његов предлог да се Игре одложе. За континуитет и маркетиншке сврхе, договорено је да Игре и даље буду означене као Токио 2020. упркос промени распореда.
МОК и ТОЦОГ су 30. марта 2020. објавили да су постигли договор о новим датумима за Летње олимпијске игре 2020, које ће сада почети церемонијом отварања 23. јула 2021. и завршавају се церемонијом затварања 8 августа 2021, који ће се тек одржати у Токију. Наредне Зимске олимпијске игре у Пекингу треба да почну 4 фебруара 2022, мање од шест месеци касније. Непосредно пре него што је одлагање потврђено, организатори МОК-а и Токио 2020. формирали су радну групу под називом „Here We Go“ са задатком да се баве свим питањима која произилазе из одлагања Игара, као што су спонзорство и смештај. Организатори су потврдили да ће сви спортисти који су се већ квалификовали за Токио 2020. задржати своја квалификациона места.

### Позиви за отказивање
Здравствени стручњаци изразили су забринутост у априлу 2020. да ће Игре можда морати да буду отказане ако пандемија потраје. У једном интервјуу, тадашњи председник ТОЦОГ-а и бивши јапански премијер, Јоширо Мори, изјавио је да ће Игре бити „укинуте“ ако не буду могле да се одрже 2021. Премијер Абе је 29. априла 2020. изјавио да Игре „морају бити одржане на начин који показује да је свет победио у борби против пандемије корона вируса“. Томас Бах је признао у интервјуу 20 маја 2020, да је посао реорганизације Игара у Токију био „мамутски задатак“ и такође је признао да би догађај морао бити потпуно отказан ако не би могао да се одржи у лето 2021. Међутим, и Мори и Бах су изразили оптимизам у вези са одржавањем Игара.
Члан јапанског саветодавног комитета за КОВИД-19 за основну политику деловања био је коаутор уводника British Medical Journal, у којем се наводи, „одржавање Токија 2020 у домаће политичке и економске сврхе – игнорисање научних и моралних императива – је у супротности са посвећеношћу Јапана глобално здравље и људска безбедност“.
Дана 21. јануара 2021. више извора је известило да је јапанска влада „приватно закључила“ да ће Игре морати да буду отказане. Влада је одбацила те тврдње, наводећи да су извештаји "категорички неистинити". Нови јапански премијер Јошихиде Суга потврдио је 19 фебруара да је Г7 дала једногласну подршку да се одложене Игре одрже по плану. У априлу 2021. године, само три месеца пре почетка Игара, објављено је да још увек постоји опција да се откажу Олимпијске игре у Токију, с обзиром да је земља вакцинисала мање од 1% свог становништва, а очекује се да ће десетине хиљада волонтера узети део и спортисти не морају да буду у карантину по доласку у Јапан.
Подршка јавности за Игре у Јапану значајно се смањила усред пораста случајева КОВИД-19 у земљи 2021. Више организација медицинских стручњака изразило је противљење Играма, док је истраживање јавног мњења у априлу 2021. показало да 40% учесника подржава отказивање Игара, а 33% подржава друго одлагање. У мају 2021. 83% анкетираних подржало је отказивање или одлагање Игара. Удружење лекара у Токију позвало је на отказивање, наводећи да болнице у Токију "имају пуне руке посла и да немају скоро никакав резервни капацитет" у отвореном писму премијеру. Најмање девет од 47 изабраних гувернера подржало је отказивање Игара. Скоро 37% анкетираних јапанских компанија подржало је отказивање Игара, а 32% је подржало одлагање.
Кенџи Уцуномија, који се раније кандидовао за гувернера Токија, прикупио је више од 351.000 потписа на петицији која позива организаторе да "дају приоритет животу" у односу на Олимпијске игре. Јапански писци Јиро Акагава и Фуминори Накамура такође су позвали на одлагање или отказивање Игара.
Дана 26. маја 2021, новине Asahi Shumbun, које су биле локални спонзор Игара, објавиле су уреднички позив премијеру Суги да „мирно и објективно процени ситуацију и одлучи о отказивању догађаја овог лета“. Дана 4. јуна објављено је да су јапански спонзори предложили организаторима да „Игре буду одложене за неколико месеци“, наводећи коментар вишег извршног директора корпоративног спонзора: „То само има много, много више смисла из наше перспективе да се Игре одрже када има више вакцинисаних, хладније време и можда је противљење јавности мање“.
У јулу 2021. године објављено је да ће се сви догађаји у Токију одржавати иза затворених врата без гледалаца због новог ванредног стања. Анкета Asahi Shumbun-а показала је да 55 одсто анкетираних подржава отказивање Олимпијаде, а 68 одсто сматра да организатори неће моћи на одговарајући начин да контролишу КОВИД-19 на Играма. Одлука је такође била штетна за локалне спонзоре, који су планирали лично присуство ради промоције својих производа током Игара; Извршни директор званичног спонзора Тојоте је изјавио да је компанија повукла телевизијску рекламну кампању коју је планирала за Игре у Јапану, наводећи да Олимпијске игре „постају догађај који није стекао разумевање јавности“.
Да су игре отказане, то би био први пут од Другог светског рата да је олимпијски догађај отказан и прве игре које су биле отказане због околности које нису повезане са ратом. Потпуно отказивање би такође коштало Јапан 4,52 трилиона јена, на основу оперативних трошкова и губитка туристичке активности због Јапана који је затворио своје међународне границе за стране путнике од марта 2020. године, на крају није поново отворен до октобра 2022. и првобитно је требало да укине превентивне граничне мере у мају 2023, али је померен рано крајем априла те године, мање од две године након завршетка Игара.

### Трошкови и осигурање
Према процени коју је извршио професор емеритус Кацухиро Мијамото са Универзитета Кансаи, а коју је известио НХК у марту 2020, трошак одлагања Олимпијских игара 2020. за једну годину износио би 640,8 милијарди јена, узимајући у обзир трошкове одржавања неискоришћених објеката.
Истраживачки институт Номура проценио је да би отказивање Олимпијских и Параолимпијских игара у Токију 2021. коштало око 1,81 милијарни јена, мање од економске штете која се предвиђа ако буде проглашено још једно ванредно стање, напомињући да би одлука о одржавању игара „требало да буде направљена на основу утицаја на ризике од инфекције, а не са становишта економског губитка“.
Игре у Токију су заштићене преко комерцијалног тржишта осигурања Lloyd's of London, од стране глобалних реосигуравача Munich Re и Swiss Re. МОК узима око 800 милиона долара осигурања за сваку Летњу Олимпијаду, а укупан износ осигураног губитка за Игре 2020. је већи од 2 милијарде долара. Поремећај изазван одлагањем Игара покривен је полисом осигурања, а они који ће вероватно тражити своје финансијске губитке, укључујући локалне организаторе, спонзоре, угоститељске фирме и пружаоце путовања.
Власници карата купљених из иностранства пре одлагања имали су право на повраћај новца за куповину карата за Олимпијске и Параолимпијске игре, осим за трошкове отказаних хотелских резервација. Иако је око 600.000 олимпијских карата и 300.000 параолимпијских улазница имало право на рефундацију, организатори су рекли да неће објавити укупне трошкове повраћаја. Ројтерс је цитирао изворе из индустрије који су проценили да је Олимпијски комитет у Токију узео осигурање од 500 до 800 милиона долара и да ће, након узимања у обзир трошкова као што су поновно резервисање спортских објеката и Олимпијског села, мало од те исплате бити доступно за надокнаду прихода од изгубљене и рефундиране карте. Локални организатори су одговорни за продају карата и користе их за покривање трошкова одржавања игара; Очекивало се да ће продаја карата донети око 800 милиона долара, али стварна продаја је била близу нуле.
У јуну 2022. Организациони комитет Токија је у коначном извештају о буџету за Олимпијске и Параолимпијске игре у Токију открио да је трошак Олимпијских игара био 640,4 милијарде јена  ), што је више од трошкова за Олимпијске игре у Рију 2016.

### Јавно мњење и утицај пандемије КОВИД-19 током и након Игара
Пре одржавања Олимпијских игара у Токију, многи Јапанци су били негативни по питању домаћина догађаја, али су њихови ставови постали позитивнији пред крај Игара. Према истраживању јавног мњења које су заједнички спровели Nippon News Network и новине Yomiuri Shimbun, а које су циљале на јапанске грађане на крају Олимпијаде, 38% испитаника је рекло да је могуће одржати Олимпијаду на безбедан начин против КОВИД-а. 19, док је 55% рекло да то није могуће. Међутим, 64% је одговорило да је добро што су се Игре у Токију наставиле, док је 28% одговорило да би волели да се догађај не одржи. Од испитаника, 61% је било драго што је догађај одржан без гледалаца, а само 12% је рекло да је гледаоцима требало дозволити.
Дана 29. јула, мање од недељу дана након Игара, новинар Масаки Кубота је известио о својој анализи гледишта јапанског народа на Олимпијаду, за коју верује да је у великој мери утицала промена у начину извештавања јапанских медија о Играма. Он је истакао да су многи јапански медији инсистирали на отказивању Олимпијских игара, позивајући се на страх да ће се КОВИД-19 проширити, али када су јапански спортисти почели да освајају медаље, медији су променили политику извештавања и почели да оживљавају Олимпијаду, што је утицало на мењајући јавно мњење у Јапану.
Када су Олимпијске игре у Токију биле у току, а затим Параолимпијске игре у Токију, дошло је до наглог пораста случајева КОВИД-19 у Јапану, посебно оних узрокованих Делта варијантом. Дана 26 јула, у Јапану је откривено 60.157 случајева, чиме је оборен рекорд од 44.961 случај забележен 10. маја. Дана 9 августа, дан након завршетка Олимпијских игара, дневни број случајева у Јапану је по први пут достигао 100.000, а број нових случајева настављен је да расте до врхунца 23. августа, када је забележен 156.931 случај.

## Развој и припреме
Организациони комитет Токија је првобитно водио бивши јапански премијер Јоширо Мори, али је он поднео оставку у фебруару 2021. због реакције сексистичких коментара о женама на састанцима. Сеико Хашимото је изабран да га наследи. Тамајо Марукава, министар за Олимпијске и Параолимпијске игре у Токију, био је одговоран за надгледање припрема у име јапанске владе.
Метрополитанска влада Токија издвојила је фонд од 400  милијарди јена за покривање трошкова одржавања Игара. Јапанска влада је разматрала ублажавање ограничења ваздушног простора како би омогућила повећање капацитета слотова на аеродромима Ханеда и Нарита. Планирана је нова железничка линија која ће повезати оба аеродрома кроз проширење станице у Токију, скраћујући време путовања од станице Токио до Ханеде са 30 минута до 18 минута, а од станице Токио до Нарита од 55 минута до 36 минута; финансиран првенствено од стране приватних инвеститора, линија би коштала 400  милијарди јена. Железничка компанија Источног Јапана такође је планирала нову руту у близини Тамачија до аеродрома Ханеда.
Постојали су планови да се финансира убрзани завршетак Централне кружне руте, Токио Гаикан аутопута и Кен-О аутопута, као и реновирање других великих аутопутева у тој области. Аутоматизована транзитна линија Јурикамоме такође је требало да буде проширена са постојећег терминала на станици Тојосу до новог терминала на станици Качидоки, пролазећи поред места Олимпијског села, иако се није очекивало да ће линија имати адекватан капацитет за опслуживање великих догађаја у Одаиби област самостално.
У априлу 2018. Организациони комитет Токија потписао је партнерство са Међународном организацијом рада како би се обезбедио достојанствен рад у припреми и током Олимпијских игара 2020. године.
У јуну 2020, извршни директор Организационог комитета, Тоширо Муто, изјавио је да комитет истражује опције за рационализацију Игара како би се постигле уштеде. Дана 25. септембра, МОК и Организациони комитет Токија договорили су се о пакету мера за поједностављење логистике Игара, укључујући смањење броја особља које није спортисте, коришћење онлајн састанака и поједностављен транспорт, између осталог. Комитет је такође навео области које ће истраживати како би одржали здравље и безбедност свих учесника.

### Простори и инфраструктура
У фебруару 2012. објављено је да ће бивши Национални стадион у Токију, централно место одржавања Летњих олимпијских игара 1964., бити подвргнут 100 милијарде јена реновирања за Светско првенство у рагбију 2019. и Летње олимпијске игре 2020. У новембру 2012, Јапански спортски савет је објавио да прима понуде за предложени дизајн стадиона. Од 46 финалисти, Zaha Hadid Architects је награђена за пројекат којим би се стари стадион заменио новим стадионом од 80.000 места. Било је критика на рачун дизајна Захе Хадид—који је упоређиван са бициклистичком кацигом и сматран да је у сукобу са околним светиштем Меиџи —и широко распрострањено неодобравање трошкова, чак и уз покушаје да се дизајн ревидира и „оптимизује“.
У јуну 2015, влада је објавила планове да смањи стални капацитет новог стадиона на 65.000 у његовој атлетској конфигурацији (иако са могућношћу додавања до 15.000 привремених места за фудбал) као даљу меру уштеде. Првобитни план за изградњу крова на увлачење такође је напуштен. Крајем 2015. године, као резултат противљења јавности повећању трошкова новог стадиона (који су достигли 252 милијарди јена), влада је одлучила да у потпуности одбије дизајн Захе Хадид и одабрала је нови дизајн јапанског архитекте Кенго Куме. Инспирисан традиционалним храмовима и нижег профила, Кумин дизајн имао је буџет од 149 милијарди јена. Промене су значиле да нови стадион није могао да буде завршен на време за Светско првенство у рагбију 2019. како је првобитно планирано. Национални стадион, који је свечано отворен 21 децембра 2019. именован је Олимпијским стадионом за време трајања Игара у Токију.
У октобру 2018, Одбор за ревизију је издао извештај у којем се наводи да би укупни трошкови олимпијских објеката могли да премаше 25 милијарди америчких долара.
Од 33 такмичарска места у Токију, 28 је било на удаљености од 8 километара од Олимпијског села, а требало би да се изгради једанаест нових објеката. Дана 16 Октобра 2019, МОК је објавио да постоје планови да се маратонски и тркачки догађаји преселе у Сапоро због врућине. Планови су озваничени 1 новембра 2019. након што је гувернер Токија Јурико Коике прихватио одлуку МОК-а, упркос њеном уверењу да је догађај требало да остане у Токију.
Генерално, као што научник урбанистичких студија Фауре примећује, „Игре у Токију 2020–2021 имале су релативно умерен утицај на град, у поређењу са претходним случајевима као што су Рио и Сочи, или случајеви у којима је велики олимпијски парк изграђен у Барселони 1992, а у Пекингу 2008. године. Транспортна инфраструктура је незнатно побољшана олакшавањем приступа људима са ограничењима у кретању и побољшањем сигнализације на другим језицима, а уведен је и систем брзог превоза аутобуса на водоник и изграђени су објекти за догађаје, укључујући и нови Олимпијски стадион. Коначно, Олимпијско село је изграђено на депонији Харуми.

### Безбедност
У децембру 2018, јапанска влада је одлучила да забрани летење беспилотним летелицама изнад места која се користе за Олимпијске и Параолимпијске игре. Слична забрана изречена је и за Светско првенство у рагбију 2019, чији је домаћин такође био Јапан. У јануару 2020. почеле су борбе против тероризма у различитим деловима где ће се Игре одржати, након што су обавештајни подаци показали да су терористичке групе могле да изврше напад тражећи пажњу широм света. У јулу 2021. године, пре почетка Игара, јапанска обалска стража је извела антитерористичке вежбе у Токијском заливу . Вежба се састојала од два чамца на надувавање који су покушавали да спрече сумњиви брод да дође до обале.

### Волонтери
Пријаве за волонтирање на Олимпијским и Параолимпијским играма 2020. примале су се до 26. септембра 2018. године. До 18. јануара 2019. Организациони комитет Токија примио је укупно 204.680 пријава. Интервјуи за одабир потребног броја волонтера почели су у фебруару 2019. године, а обука је заказана за октобар 2019. Волонтери на местима су требали бити познати као "Field Cast", а волонтери у граду су требали бити познати као "City Cast". Ова имена су изабрана из уже листе од четири од оригиналних 150 парова имена; остала три имена која су ушла у ужи избор била су "Shining Blue" и "Shining Blue Tokyo", "Games Anchor" и "City Anchor", и "Games Force" и "City Force". Имена су бирали људи који су се пријавили да буду волонтери на Играма.
Почетком јуна 2021, отприлике 10.000 од 80.000 регистрованих волонтера дало је оставку на Игре. Медији су приписали пораст случајева пандемије као разлог за масовно одустајање. Очекивало се да ће више волонтерских задатака бити отказано због забране гледања.

### Медаље
У фебруару 2017. Организациони комитет Токија најавио је програм рециклаже електронике у партнерству са Јапанским центром за санитацију животне средине и НТТ Докомо, тражећи донације електронике као што су мобилни телефони који ће се користити као материјал за медаље. У циљу прикупљања осам тона метала за производњу медаља за Олимпијске и Параолимпијске игре, кутије за сакупљање су распоређене на јавним локацијама и у малопродајним радњама НТТ Докомо у априлу 2017. У децембру те године расписан је конкурс за дизајн медаље.
У мају 2018. организациони комитет је известио да су добили половину потребних 2.700 килограма бронзе, али да се боре да добију потребну количину сребра; иако бронзане и сребрне медаље искључиво користе своје материјале, захтеви МОК-а налажу да златне медаље користе сребро као основу. Колекција бронзе је завршена у новембру 2018. године, док се процењује да је остатак завршен до марта 2019.
Дана 24. јула 2019. (годину дана пре првобитно заказане церемоније отварања), представљени су дизајни медаља. Медаље за Олимпијске и Параолимпијске игре дизајнирао је Јуницхи Каванисхи након државног такмичења. Нова карактеристика заједничка са параолимпијским медаљама је да траке садрже једну, две или три силиконске конвексне линије за разликовање златне, сребрне, односно бронзане медаље.

### Олимпијска бакља
Слоган олимпијске бакље на Летњим олимпијским играма 2020. био је „Нада нам осветљава пут(Hope Lights Our Way)“.
Како је утврђено пресудом МОК-а из 2009. године која је забранила међународне бакље за све будуће Олимпијске игре, бакља Летњих олимпијских игара 2020. требало је да посети само две земље Грчку и земљу домаћина Јапан. Прва фаза је почела 12 марта 2020, традиционалном церемонијом паљења пламена у Херином храму у Олимпији. Бакља је затим отпутовала у Атину, где је грчки део бакље кулминирао церемонијом примопредаје на стадиону Панатинаико 19. марта, током којег је бакља пребачена на јапански контингент. Пламен је постављен у посебан фењер и превезен са међународног аеродрома у Атини чартер летом за Хигашимацушиму у Јапану. Тада се очекивало да бакља почне другу фазу свог путовања 20 марта, док је недељу дана путовао око три најугроженије области земљотреса и цунамија у Тохоку 2011. — Мијаги, Ивате и Фукушима — где ће бити изложен под насловом „Пламен опоравка“. Након што је напустио Нараху 26 марта, бакља је започела своју главну путању око Јапана, укључујући свих 47 престоница префектура.
Након што је донета одлука о одлагању Игара, бакља је поново постављена у посебан фењер изложен у граду Фукушима на месец дана. Након тога, фењер је пребачен у префектуру Токио, где је чуван до поновног покретања штафете 2021. Дана 23. јула 2020. (годину дана пре померене церемоније отварања), објављен је промотивни видео на којем јапанска пливачица Рикако Ике носи фењер на Јапанском националном стадиону, упоређујући излазак из пандемије и њен повратак спорту након што јој је дијагностикован леукемија. Дана 20. августа 2020, објављено је да ће штафета бакље поново почети у Нарахи, Фукушима, 25. марта 2021, скоро годину дана касније него што је првобитно планирано.
Финални део штафете је измењен због забринутости у вези са забринутошћу јавног здравља око окупљања дуж руте (нпр. стаза Мијакојима је отказана), а штафета је одржана без гледалаца због ванредног стања у неким регионима (нпр. Мацуијама, Хирошима, Хјого и Окајама). Штафета је завршена на Националном стадиону у Токију 23. јула, а тенисерка Наоми Осака запалила је олимпијски котао на завршници церемоније отварања. Котао запаљен на Олимпијском стадиону коришћен је само током церемонија отварања и затварања: засебан котао је био запаљен на токијској риви да би се видело јавности на мосту Јуме Но Охаши у Одаиби, што је био тек други пут у историји Олимпијаде где казан није био изложен на атлетском стадиону, други пут 2016.

### Биосигурносни протоколи
У фебруару 2021. МОК је почео да објављује „приручнике“ који садрже детаље о планираним протоколима о биосигурности КОВИД-19 за спортисте, званичнике, новинаре и друго особље, укључујући стандардне протоколе као што су практиковање физичког дистанцирања, хигијена, ношење маски за лице (напољу). тренинга и такмичења за спортисте), и забрањено им је да посећују барове, ресторане, продавнице и друга туристичка подручја у околини Великог Токија, или да користе јавни превоз осим ако није другачије дозвољено. Учесници би били замољени да користе јапанску апликацију за обавештење о изложености КОКОА и тестирали би се најмање свака четири дана. Спортисти који су били позитивни не би могли да се такмиче и могли би бити стављени у карантин у државним установама (иако би се дало слободно у случају лажних позитивних резултата). Блиски контакти би такође морали да буду негативни да би били одобрени за такмичење. Спортисти би били обесхрабрени од „претераног” славља јер би акције могле да шире заражене капљице. Приручници су критиковани у раду који је објавио The New England Journal of Medicine у мају 2021. због недостатка „научно ригорозне процене ризика“ и неуспеха да „разликује различите нивое ризика са којима се суочавају спортисти“. У приручнику је наведено да су спортисти морали да дођу до пет дана пре почетка такмичења и да оду у року од 48 сати елиминације из свог спорта или завршетка такмичења.
МОК је препоручио вакцинацију спортиста против КОВИД-19 ако су им вакцине биле доступне, али то није био предуслов за учешће, а МОК је саветовао да спортисти не „прескачу у реду” како би добили приоритет над основним популацијама. Дана 12 марта 2021, Томас Бах је објавио да је у земљама у којима су одобрене за употребу, Кинески олимпијски комитет понудио да покрије трошкове кинеске вакцине Коронавак и Синопхарм БИБП за спортисте који се такмиче на Летњим олимпијским играма 2020. и Зимским олимпијским играма 2022. купити две дозе за ширу јавност своје нације за сваког вакцинисаног спортисту. Дана 6. маја 2021, Пфизер је најавио да ће донирати дозе своје вакцине НОК-има који се такмиче у Токију.
Отприлике 93.000 спортиста и званичника ослобођено је карантина по доласку у Јапан, под условом да су остали у подручјима одвојеним од локалног становништва. Са око 300.000 локалног особља и волонтера који су улазили и излазили из ових мехурића и 20.000 доза вакцине додељених за ову групу, то је довело до забринутости да се КОВИД-19 шири и током Игара и када се тимови врате у своје земље.
Због међународних ограничења за путовања, организациони комитет је у марту 2021. објавио да ниједном међународном госту (укључујући гледаоце, пријатеље и чланове породице спортиста) неће бити дозвољено да присуствују Играма. Према постојећим упутствима за спортове за гледаоце у Јапану, од гледалаца би се тражило да се уздрже од навијања или викања. Дана 19 У јуну 2021, гувернер Коике је објавио да су планови за јавно гледање догађаја за Игре укинути, како би се планирана места (као што је Јојоги парк) користила као места за масовну вакцинацију. Дана 21 јуна, најављено је да ће сва места бити ограничена на максимално 10.000 гледалаца са улазницама или 50% капацитета, у зависности од тога шта је мање.
Дана 2. јула 2021, нови председник ТОКОГ-а Сеико Хашимото упозорио је да и даље постоји могућност да се Игре одрже иза затворених врата због све већег броја случајева КОВИД-19 у земљи. Спора стопа вакцинације у Јапану била је од посебног значаја. Симулација коју је спровео Универзитет у Токију у мају 2021. предвиђа да би нови талас инфекција могао да досегне врхунац средином октобра ако се Игре наставе након што је постојеће ванредно стање у Токију истекло.
Дана 8. јула 2021, након што је Токио забележио 920 нових случајева КОВИД-19 (највећи пораст од маја), премијер Суга је прогласио ново ванредно стање у области Токија од 12. јула до 22 августа (завршава се само два дана пре церемоније отварања Параолимпијских игара), и најавио да ће се сви догађаји на местима у тој области стога одржавати иза затворених врата без дозволе гледалаца. Хашимото је изјавио да је „изузетно жалосно што ће Игре бити организоване на веома ограничен начин суочене са ширењем нових инфекција коронавирусом“. Председник МОК-а Томас Бах изјавио је да ћемо „подржати сваку меру која је неопходна за безбедне и сигурне Олимпијске и Параолимпијске игре за јапански народ и све учеснике“.
У саопштењу се наводи да ће гледаоци и даље бити дозвољени на догађајима који се одржавају ван Токија, уз одобрење локалних здравствених власти и горе поменуто ограничење од 50%/10.000 гледалаца. Префектуре Фукушима, Хокаидо и Ибараки саопштиле су да ће забранити гледаоце на догађајима који се одржавају у тим областима. Очекивало се да ће церемонија отварања бити ограничена на мање од 1.000 ВИП гостију, укључујући представнике МОК-а и званице, док су неки догађаји омогућили члановима других конкурентских делегација да заузму и места за гледаоце. Ученици школе су позвани да гледају фудбалске утакмице у Ибаракију.
Дана 16 јула, објављено је да је Бах питао премијера Сугу о могућности да се ограничења за гледаоце касније ублаже ако се услови КОВИД-19 побољшају у Токију. Међутим, 2. августа, Суга је најавио да ће све постојеће декларације о ванредном стању бити продужене до 31. августа и да ће бити проширене на Чибу, Канагаву, Сајтаму и делове Осаке.

### Цене карата
Очекивало се да ће улазнице за церемонију отварања бити од 12.000 до 300.000 ЈПИ, са максималном ценом од 130.000 ЈПИ за финале атлетских такмичења. Просечна цена карте била је 7.700 јапанских јена, а половина карата продата је по цени до 8.000 јапанских јена. Очекивала се симболична цена улазнице од 2.020 јапанских јена за породице, групе са пребивалиштем у Јапану иу вези са школским програмом. Улазнице би се продавале у 40.000 продавница у Јапану и поштом на јапанске адресе путем интернета. Међународни гости, ако им је било дозвољено, морали би да посете Јапан током периода продаје или да договоре куповину карата преко неког трећег као што је туристички агент.
Карте су пуштене у општу продају у Јапану у јесен 2019. и очекивало се да ће се продавати широм света од јуна 2020.; међутим, овај план је суспендован када су Игре одложене 24 марта 2020. Организациони комитет Токија потврдио је да ће карте које су већ купљене остати важеће за исте сесије према новом распореду и да се нуди и рефундација.
Дана 20. марта 2021. објављено је да због забринутости у вези са КОВИД-19, ниједном међународном госту неће бити дозвољено да присуствује Олимпијским или Параолимпијским играма 2020. Ово је укључивало како гледаоце, тако и пријатеље и породицу спортиста. Свим власницима карата у иностранству биће враћени новац. Хашимото је навео неизвесности око међународних ограничења путовања и циљеве да се очува безбедност свих учесника и гледалаца, а не оптерети здравствени систем. На крају је у јулу објављено да свим локалним гледаоцима није дозвољено да присуствују догађајима у Токију, Фукушими и Хокаиду.

### Културни фестивал
Културни програм познат као Нипон фестивал требало је да се поклопи са Олимпијским и Параолимпијским играма, који ће трајати од априла до септембра 2021. као серија стримовања догађаја у организацији Токијског организационог одбора и других партнера. Догађаји су одражавали теме „Учешће и интеракција“, „Ка остварењу инклузивног друштва“ и „Реконструкција региона Тохоку“. Програм је или смањен или преформатиран у виртуални формат због пандемије КОВИД-19 и одлагања Игара. Један од ових догађаја био је и концерт одржан 18. јула, на којем је наступио Ј-рок бенд Ванима, кореографија плесача Ајо Јамада и Туки Такамура, и представљање анимираних „креатура“ заснованих на илустрацијама „који оличавају мисли и емоције људи широм света“.
Првобитни планови за Нипон фестивал укључивали су догађаје као што су Кабуки Опера (концерт на којем би учествовали позоришни глумац Ичикава Ебизо XI, оперски певачи Ана Пироци и Ервин Шрот и Токијски филхармонијски оркестар), фестивал уметности и културе фокусиран на особе са инвалидитетом, и посебан дводневни егзибициони сумо турнир у Риогоку Кокугикан убрзо након Олимпијаде — који се значајно разликовао од традиционалних двомесечних хонбашо турнира, и садржао је посебне коментаре на енглеском и јапанском да помогну да се објасне гледаоцима обичаји и традиције професионалног сумоа, који су дубоко укорењени у шинтоистичкој религији.

## Игре

### Церемонија отварања
Церемонија отварања одржана је 23. јула 2021. на Олимпијском стадиону у Токију. Укључивала је традиционалну Параду нација. Цар Нарухито је свечано отворио Игре, а на крају штафете бакље олимпијски котао је запалила јапанска тенисерка Наоми Осака.
Први пут на Олимпијским играма 2020. одлучено је да по један мушкарац и једна жена у свакој земљи наизменично држе заставе и служе као две. То је учињено отеловљењем „Агенде 2020“ постављене током мандата председника Баха.
По први пут у историји игара, минутом ћутања одата је почаст жртвама ковида 19, земљотреса и цунамија 2011. и масакра у Минхену.

### Спортови
Програм догађаја за Летње олимпијске игре 2020. одобрио је Извршни одбор МОК-а 9. јуна 2017. Председник МОК-а Томас Бах изјавио је да им је циљ да Играма дају „младачку” и „урбану” привлачност и да повећају број учесница.
Игре су укључивале 339 догађаја у 33 различита спорта, укључујући укупно 51 дисциплине. Карате, спортско пењање, сурфовање и скејтбординг су дебитовали на Олимпијским играма, док су се бејзбол и софтбол такође једнократно вратили на Летње олимпијске игре по први пут од 2008. године. Додато је и 15 нових догађаја у оквиру постојећих спортова, укључујући 3×3 кошарка, фристајл БМКС, и повратак бициклизма Медисон, као и девет нових мешовитих дисциплина у неколико спортова (стони тенис, стрељаштво, џудо, стрељаштво (3), триатлон, штафетно трчање 4 пута 400 метара и пливање 4 пута 100 метара мешовито ).
| - Атлетика (детаљи) - Бадминтон (детаљи) - Бејзбол (детаљи) - Бициклизам (детаљи) - Бокс (детаљи) - Веслање (детаљи) - Гимнастика (детаљи) - Голф (детаљи) |  | - Дизање тегова (детаљи) - Кајак и кану (детаљи) - Карате (детаљи) - Коњички спорт (детаљи) - Кошарка (детаљи) - Мачевање (детаљи) - Модерни петобој (детаљи) - Одбојка (детаљи) |  | - Пливање (детаљи) - Рагби седам (детаљи) - Рвање (детаљи) - Рукомет (детаљи) - Скејтбординг (детаљи) - Спортско једрење (детаљи) - Спортско пењање (детаљи) - Стони тенис (детаљи) |  | - Стреличарство (детаљи) - Стрељаштво (детаљи) - Сурфовање (детаљи) - Теквондо (детаљи) - Тенис (детаљи) - Триатлон (детаљи) - Фудбал (детаљи) - Хокеј на трави (детаљи) - Џудо (детаљи) |

#### Нови и опциони спортови
Дана 12. фебруара 2013. године, са задатком да контролише трошкове Игара и осигура да су „релевантне за љубитеље спорта свих генерација“, Извршни одбор МОК-а препоручио је уклањање једног од 26 спортова који су се такмичили на Летњим олимпијским играма 2012 . упражњено место које би МОК тражио да попуни на 125. заседању МОК. Нови учесник би се придружио голф и рагби седмици (које би дебитовале 2016. године) као део програма од 28 „основних“ спортова. Пет спортова је ушло у ужи избор за уклањање, укључујући кану, хокеј на трави, модерни петобој, теквондо и рвање. У последњем кругу гласања извршног одбора, осам чланова гласало је за уклањање рвања из олимпијског програма. Хокеј на трави и теквондо изједначени на другом месту са по три гласа.
Одлука из 2013. да се престане са рвањем након Рија 2016. изненадила је многе медије, с обзиром да улога спорта на Олимпијским играма датира још од античких Олимпијских игара и да је била укључена у првобитни програм за модерне игре. Њујорк тајмс сматра да је одлука заснована на недостатку добро познатих талената и одсуству женских догађаја у спорту. Од ужег избора из гласања МОК-а, рвање је прописно додато у ужи избор кандидата за укључивање на Игре 2020, заједно са седам нових спортова који су предложени на разматрање.
Дана 29. маја 2013, објављено је да су три од осам спортова који се разматрају ушла у коначни ужи избор: бејзбол / софтбол, сквош и рвање. Осталих пет спортова су у овом тренутку одбијени: карате, спортови на ролерима, спортско пењање, веикбординг и вушу. На 125. заседању МОК- а 8 септембра 2013. рвање је изабрано да буде уврштено у програм Олимпијаде за 2020. и 2024. годину. Рвање је добило 49 гласова, док су бејзбол/софтбол и сквош добили 24 и 22 гласа.
Усвајањем Олимпијске агенде 2020. у децембру 2014. МОК је прешао са „спортског“ приступа олимпијском програму на програм „заснованог на догађајима“ – утврђујући да организациони комитети могу да предлажу дискреционе догађаје који ће бити укључени у програму побољшавања локалних интереса. Као резултат ових промена, ужи избор од осам нових предложених спортова је представљен 22. јуна 2015, који се састоји од бејзбола/софтбола, куглања, каратеа, спортова на ролерима, спортског пењања, сквоша, сурфовања и вушуа. Дана 28 Септембра 2015. Организациони комитет Токија поднео је МОК-у ужи избор од пет предложених спортова: бејзбол/софтбол, карате, спортско пењање, сурфовање и скејтбординг. Ових пет нових спортова одобрено је 3 августа 2016. године од стране МОК-а током 129. заседања МОК-а у Рио де Жанеиру, Бразил, и укључени су у спортски програм само за 2020. годину, чиме је укупан број спортова на Олимпијским играма 2020. достигао 33.

## Земље учеснице
Република Македонија се такмичила под привременим називом „Бивша Југословенска Република Македонија“ на свим Летњим и Зимским играма од свог дебија 1996. године због спорног статуса њеног званичног назива. Спорови око именовања са Грчком окончани су 2018. године потписивањем Преспанског споразума, а земља је званично преименована у Северна Македонија у фебруару 2019. године. Ново име је одмах признао МОК, иако Олимпијски комитет Северне Македоније (НМОК) није званично усвојен до фебруара 2020. НМОК је послао делегацију на Зимске олимпијске игре младих 2020. у јануару 2020, али су Игре у Токију биле први наступ Северне Македоније на Летњим олимпијским играма под новим именом.
Пошто се десет пута такмичио као Свазиленд на Летњим и Зимским олимпијским играма, Есватини је дебитовао под тим именом након што је краљ преименовао земљу 2018.
Светска антидопинг агенција (ВАДА) је 9. децембра 2019. забранила Русији све међународне спортове на период од четири године, након што је утврђено да је руска влада манипулисала лабораторијским подацима које је доставила ВАДА-и у јануару 2019.као услов да се Руска антидопинг агенција поново успостави. Као резултат забране, ВАДА је планирала да дозволи индивидуално одобреним руским спортистима да учествују на Летњим олимпијским играма 2020. под неутралним транспарентом, као што је подстакнуто на Зимским олимпијским играма 2018, али би они били искључени из тимских спортова. Шеф ВАДА-иног комитета за ревизију усклађености Џонатан Тејлор изјавио је да МОК неће моћи да користи ознаку „Олимпијски спортисти из Русије“ (ОАР) као 2018. године, наглашавајући да неутрални спортисти не могу бити приказани као особе које земља. Русија је касније уложила жалбу Суду за спортску арбитражу на одлуку ВАДА-е. Након разматрања предмета у жалбеном поступку, суд је одлучио 17 децембра 2020. да се казна изречена Русији смањи. Уместо потпуне забране свих спортских догађаја, одлука је дозволила Русији да учествује на Олимпијским играма и другим међународним догађајима, али тиму неће бити дозвољено да користи руско име, заставу или химну у периоду од две године и мора да представи себе као "неутрални спортиста" или "неутрални тим". Пресуда дозвољава да „Русија“ буде приказана на тимској униформи — иако не би требало да буде видљивија од ознаке „Неутрални спортиста/тим“ — као и коришћење боја руске заставе у дизајну униформе.
Дана 19. фебруара 2021. објављено је да ће се Русија такмичити под акронимом „РОЦ“ по имену Руског олимпијског комитета, иако се име самог комитета у потпуности не може користити за означавање делегације. Тим РОЦ би представљала застава Руског олимпијског комитета.
Северна Кореја је 6. априла 2021. објавила да неће учествовати на Летњим олимпијским играма 2020. због забринутости за КОВИД 19. Ово је било прво одсуство Северне Кореје са Летњих олимпијских игара од 1988. године. У септембру, месец дана након завршетка игара, Олимпијском комитету Демократске Народне Републике Кореје забрањено је учешће на Зимским олимпијским играма 2022. године, пошто нису учествовали на Олимпијским играма у Токију. Дана 21 јула 2021. Гвинеја је најавила да неће слати делегацију на Олимпијске игре у Токију, наводно због забринутости за КОВИД 19, иако су медији сугерисали да су финансијски фактори били прави мотивациони фактор. Гвинеја је касније поништила одлуку и потврдила да ће учествовати.
| Земље учеснице на Летњим олимпијским играма 2020. |
| --- |
| - Авганистан - Албанија - Алжир - Америчка Самоа - Андора - Ангола - Антигва и Барбуда - Аргентина - Јерменија - Аруба - Аустралија - Аустрија - Азербејџан - Бахаме - Брунеј - Бангладеш - Барбадос - Белорусија - Белгија - Белизе - Бенин - Бермуди - Бутан - Боливија - Босна и Херцеговина - Боцвана - Бразил - Британска Девичанска Острва - Брунеј - Бугарска - Буркина Фасо - Бурунди - Камбоџа - Камерун - Канада - Зеленортска Острва - Кајманска Острва - Централноафричка Република - Чад - Чиле - Кина - Колумбија - Комори - Кукова Острва - Костарика - Хрватска - Куба - Кипар - Чешка - Демократска Република Конго - Данска - Џибути - Доминика - Доминиканска Република - Источни Тимор - Еквадор - Египат - Салвадор - Екваторијална Гвинеја - Еритреја - Естонија - Свазиленд - Етиопија - Савезне Државе Микронезије - Фиџи - Финска - Француска - Габон - Гамбија - Грузија - Немачка - Гана - Уједињено Краљевство - Грчка - Гернзи - Гвам - Гватемала - Гвинеја - Гвинеја Бисао - Гвајана - Хаити - Хондурас - Хонгконг - Мађарска - Исланд - Индија - Индонезија - Иран - Ирак - Ирска - Израел - Италија - Обала Слоноваче - Јамајка - Јапан (домаћин) - Јордан - Казахстан - Кенија - Кирибати - Република Косово - Кувајт - Киргистан - Лаос - Летонија - Либан - Лесото - Либерија - Либија - Лихтенштајн - Литванија - Луксембург - Мадагаскар - Малави - Малезија - Малдиви - Мали - Малта - Маршалска Острва - Мауританија - Маурицијус - Мексико - Молдавија - Монако - Монголија - Црна Гора - Мароко - Мозамбик - Мјанмар - Намибија - Науру - Непал - Холандија - Нови Зеланд - Никарагва - Нигер - Нигерија - Република Македонија - Норвешка - Оман - Пакистан - Палау - Палестина - Панама - Папуа Нова Гвинеја - Парагвај - Перу - Филипини - Пољска - Португалија - Порторико - Катар - Refugee Olympic Team - Конго - ROC (334)‍ - Румунија - Руанда - Сент Китс и Невис - Света Луција - Сент Винсент и Гренадини - Самоа - Сан Марино - Сао Томе и Принсипе - Саудијска Арабија - Сенегал - Србија - Сејшели - Сијера Леоне - Сингапур - Словачка - Словенија - Соломонова Острва - Сомалија - Јужноафричка Република - Јужна Кореја - Јужни Судан - Шпанија - Шри Ланка - Судан - Суринам - Шведска - Швајцарска - Сирија - Кинески Тајпеј - Таџикистан - Танзанија - Тајланд - Того - Тонга - Тринидад и Тобаго - Тунис - Турска - Туркмeнистан - Тувалу - Уганда - Украјина - Уједињени Арапски Емирати - Сједињене Америчке Државе - Уругвај - Узбекистан - Вануату - Венецуела - Вијетнам - Америчка Девичанска Острва - Јемен - Замбија - Зимбабве |

### Број спортиста према Националном олимпијском комитету
11.420 спортиста из 206 НОК-а:
| Ранг  | НОК                         | Бр. спортиста |
| ----- | --------------------------- | ------------- |
| 1     | Сједињене Америчке Државе   | 615           |
| 2     | Јапан (Домаћин)             | 556           |
| 3     | Аустралија                  | 478           |
| 4     | Немачка                     | 425           |
| 5     | Кина                        | 406           |
| 6     | Француска                   | 398           |
| 7     | Италија                     | 384           |
| 8     | Канада                      | 381           |
| 9     | Уједињено Краљевство        | 376           |
| 10    | Република Кина              | 335           |
| 11    | Шпанија                     | 321           |
| 12    | Бразил                      | 302           |
| 13    | Холандија                   | 278           |
| 14    | Јужна Кореја                | 237           |
| 15    | Нови Зеланд                 | 211           |
| 16    | Пољска                      | 210           |
| 17    | Аргентина                   | 189           |
| 18    | Јужноафричка Република      | 177           |
| 19    | Мађарска                    | 166           |
| 20    | Мексико                     | 162           |
| 21    | Украјина                    | 155           |
| 22    | Шведска                     | 134           |
| 23    | Египат                      | 133           |
| 24    | Индија                      | 122           |
| 25    | Белгија                     | 121           |
| 26    | Ирска                       | 116           |
| 27    | Чешка                       | 115           |
| 28    | Турска                      | 108           |
| 29    | Швајцарска                  | 107           |
| 30    | Данска                      | 107           |
| 31    | Белорусија                  | 103           |
| 32    | Румунија                    | 101           |
| 33    | Казахстан                   | 93            |
| 34    | Португалија                 | 92            |
| 35    | Израел                      | 90            |
| 36    | Србија                      | 86            |
| 37    | Кенија                      | 85            |
| 38    | Грчка                       | 83            |
| 39    | Норвешка                    | 75            |
| 40    | Колумбија                   | 70            |
| 41    | Куба                        | 70            |
| 42    | Кинески Тајпеј              | 68            |
| 43    | Иран                        | 66            |
| 44    | Узбекистан                  | 65            |
| 45    | Доминиканска Република      | 62            |
| 46    | Тунис                       | 62            |
| 47    | Аустрија                    | 60            |
| 48    | Нигерија                    | 60            |
| 49    | Хрватска                    | 59            |
| 50    | Чиле                        | 58            |
| 51    | Словенија                   | 53            |
| 52    | Јамајка                     | 50            |
| 53    | Мароко                      | 50            |
| 54    | Еквадор                     | 48            |
| 55    | Хонгконг                    | 46            |
| 56    | Финска                      | 45            |
| 57    | Алжир                       | 44            |
| 58    | Венецуела                   | 44            |
| 59    | Азербејџан                  | 44            |
| 60    | Монголија                   | 43            |
| 61    | Тајланд                     | 42            |
| 62    | Бугарска                    | 42            |
| 63    | Литванија                   | 42            |
| 64    | Словачка                    | 41            |
| 65    | Етиопија                    | 38            |
| 66    | Порторико                   | 37            |
| 67    | Грузија                     | 35            |
| 68    | Перу                        | 35            |
| 69    | Црна Гора                   | 34            |
| 70    | Летонија                    | 33            |
| 71    | Естонија                    | 33            |
| 72    | Брунеј                      | 32            |
| 73    | Фиџи                        | 30            |
| 74    | Малезија                    | 30            |
| 75    | Refugee Olympic Team        | 29            |
| 76    | Саудијска Арабија           | 29            |
| 77    | Индонезија                  | 28            |
| 78    | Обала Слоноваче             | 28            |
| 79    | Замбија                     | 26            |
| 80    | Уганда                      | 25            |
| 81    | Гватемала                   | 24            |
| 82    | Сингапур                    | 23            |
| 83    | Хондурас                    | 22            |
| 84    | Тринидад и Тобаго           | 22            |
| 85    | Ангола                      | 20            |
| 86    | Молдавија                   | 20            |
| 87    | Филипини                    | 19            |
| 88    | Вијетнам                    | 18            |
| 89    | Јерменија                   | 17            |
| 90    | Бахаме                      | 16            |
| 91    | Киргистан                   | 16            |
| 92    | Катар                       | 16            |
| 93    | Кипар                       | 15            |
| 94    | Костарика                   | 14            |
| 95    | Гана                        | 14            |
| 96    | Јордан                      | 14            |
| 97    | Боцвана                     | 13            |
| 98    | Еритреја                    | 13            |
| 99    | Камерун                     | 12            |
| 100   | Луксембург                  | 12            |
| 101   | Република Косово            | 11            |
| 102   | Кувајт                      | 11            |
| 103   | Намибија                    | 11            |
| 104   | Таџикистан                  | 11            |
| 105   | Уругвај                     | 11            |
| 106   | Мозамбик                    | 10            |
| 107   | Пакистан                    | 10            |
| 108   | Панама                      | 10            |
| 109   | Албанија                    | 9             |
| 110   | Сенегал                     | 9             |
| 111   | Шри Ланка                   | 9             |
| 112   | Туркмeнистан                | 9             |
| 113   | Барбадос                    | 8             |
| 114   | Маурицијус                  | 8             |
| 115   | Никарагва                   | 8             |
| 116   | Република Македонија        | 8             |
| 117   | Папуа Нова Гвинеја          | 8             |
| 118   | Парагвај                    | 8             |
| 119   | Самоа                       | 8             |
| 120   | Бенин                       | 7             |
| 121   | Босна и Херцеговина         | 7             |
| 122   | Буркина Фасо                | 7             |
| 123   | Демократска Република Конго | 7             |
| 124   | Гвајана                     | 7             |
| 125   | Нигер                       | 7             |
| 126   | Америчка Самоа              | 6             |
| 127   | Антигва и Барбуда           | 6             |
| 128   | Бангладеш                   | 6             |
| 129   | Бурунди                     | 6             |
| 130   | Зеленортска Острва          | 6             |
| 131   | Кукова Острва               | 6             |
| 132   | Гернзи                      | 6             |
| 133   | Хаити                       | 6             |
| 134   | Либан                       | 6             |
| 135   | Мадагаскар                  | 6             |
| 136   | Малта                       | 6             |
| 137   | Монако                      | 6             |
| 138   | Руанда                      | 6             |
| 139   | Сирија                      | 6             |
| 140   | Тонга                       | 6             |
| 141   | Авганистан                  | 5             |
| 142   | Боливија                    | 5             |
| 143   | Кајманска Острва            | 5             |
| 144   | Салвадор                    | 5             |
| 145   | Габон                       | 5             |
| 146   | Гвам                        | 5             |
| 147   | Гвинеја                     | 5             |
| 148   | Лихтенштајн                 | 5             |
| 149   | Малави                      | 5             |
| 150   | Непал                       | 5             |
| 151   | Оман                        | 5             |
| 152   | Палестина                   | 5             |
| 153   | Света Луција                | 5             |
| 154   | Сан Марино                  | 5             |
| 155   | Сејшели                     | 5             |
| 156   | Судан                       | 5             |
| 157   | Уједињени Арапски Емирати   | 5             |
| 158   | Јемен                       | 5             |
| 159   | Зимбабве                    | 5             |
| 160   | Бутан                       | 4             |
| 161   | Џибути                      | 4             |
| 162   | Свазиленд                   | 4             |
| 163   | Гамбија                     | 4             |
| 164   | Гвинеја Бисао               | 4             |
| 165   | Исланд                      | 4             |
| 166   | Ирак                        | 4             |
| 167   | Лаос                        | 4             |
| 168   | Либија                      | 4             |
| 169   | Малдиви                     | 4             |
| 170   | Мали                        | 4             |
| 171   | Сијера Леоне                | 4             |
| 172   | Того                        | 4             |
| 173   | Америчка Девичанска Острва  | 4             |
| 174   | Аруба                       | 3             |
| 175   | Белизе                      | 3             |
| 176   | Британска Девичанска Острва | 3             |
| 177   | Камбоџа                     | 3             |
| 178   | Чад                         | 3             |
| 179   | Комори                      | 3             |
| 180   | Источни Тимор               | 3             |
| 181   | Екваторијална Гвинеја       | 3             |
| 182   | Савезне Државе Микронезије  | 3             |
| 183   | Кирибати                    | 3             |
| 184   | Либерија                    | 3             |
| 185   | Мјанмар                     | 3             |
| 186   | Палау                       | 3             |
| 187   | Конго                       | 3             |
| 188   | Сент Винсент и Гренадини    | 3             |
| 189   | Сао Томе и Принсипе         | 3             |
| 190   | Соломонова Острва           | 3             |
| 191   | Суринам                     | 3             |
| 192   | Танзанија                   | 3             |
| 193   | Вануату                     | 3             |
| 194   | Андора                      | 2             |
| 195   | Бермуди                     | 2             |
| 196   | Брунеј                      | 2             |
| 197   | Централноафричка Република  | 2             |
| 198   | Доминика                    | 2             |
| 199   | Лесото                      | 2             |
| 200   | Маршалска Острва            | 2             |
| 201   | Мауританија                 | 2             |
| 202   | Науру                       | 2             |
| 203   | Сомалија                    | 2             |
| 204   | Сент Китс и Невис           | 2             |
| 205   | Јужни Судан                 | 2             |
| 206   | Тувалу                      | 2             |
| Total | Total                       | 11,483        |

На овој страници се налази биланс освојених медаља на Летњим олимпијским играма 2020, одржаним у Токију од 23. јула до 8. августа 2021. године.
| * | Домаћин игара |

| Поз.           | Земље                     |     |     |     |       |
| -------------- | ------------------------- | --- | --- | --- | ----- |
| 1.             | Сједињене Америчке Државе | 39  | 41  | 33  | 113   |
| 2.             | Кина                      | 38  | 32  | 18  | 88    |
| 3.             | Јапан                     | 27  | 14  | 17  | 58    |
| 4.             | Уједињено Краљевство      | 22  | 21  | 22  | 65    |
| 5.             | РОК                       | 20  | 28  | 23  | 71    |
| 6.             | Аустралија                | 17  | 7   | 22  | 46    |
| 7.             | Холандија                 | 10  | 12  | 14  | 36    |
| 8.             | Француска                 | 10  | 12  | 11  | 33    |
| 9.             | Немачка                   | 10  | 11  | 16  | 37    |
| 10.            | Италија                   | 10  | 10  | 20  | 40    |
| 11.            | Канада                    | 7   | 6   | 11  | 24    |
| 12.            | Бразил                    | 7   | 6   | 8   | 21    |
| 13.            | Нови Зеланд               | 7   | 6   | 7   | 20    |
| 14.            | Куба                      | 7   | 3   | 5   | 15    |
| 15.            | Мађарска                  | 6   | 7   | 7   | 20    |
| 16.            | Јужна Кореја              | 6   | 4   | 10  | 20    |
| 17.            | Пољска                    | 4   | 5   | 5   | 14    |
| 18.            | Чешка                     | 4   | 4   | 3   | 11    |
| 19.            | Кенија                    | 4   | 4   | 2   | 10    |
| 20.            | Норвешка                  | 4   | 2   | 2   | 8     |
| 21.            | Јамајка                   | 4   | 1   | 4   | 9     |
| 22.            | Шпанија                   | 3   | 8   | 6   | 17    |
| 23.            | Шведска                   | 3   | 6   | 0   | 9     |
| 24.            | Швајцарска                | 3   | 4   | 6   | 13    |
| 25.            | Данска                    | 3   | 4   | 4   | 11    |
| 26.            | Хрватска                  | 3   | 3   | 2   | 8     |
| 27.            | Иран                      | 3   | 2   | 2   | 7     |
| 28.            | Србија                    | 3   | 1   | 5   | 9     |
| 29.            | Белгија                   | 3   | 1   | 3   | 7     |
| 30.            | Бугарска                  | 3   | 1   | 2   | 6     |
| 31.            | Словенија                 | 3   | 1   | 1   | 5     |
| 32.            | Узбекистан                | 3   | 0   | 2   | 5     |
| 33.            | Грузија                   | 2   | 5   | 1   | 8     |
| 34.            | Кинески Тајпеј            | 2   | 4   | 6   | 12    |
| 35.            | Турска                    | 2   | 2   | 9   | 13    |
| 36.            | Грчка                     | 2   | 1   | 1   | 4     |
| 36.            | Уганда                    | 2   | 1   | 1   | 4     |
| 38.            | Еквадор                   | 2   | 1   | 0   | 3     |
| 39.            | Израел                    | 2   | 0   | 2   | 4     |
| 39.            | Ирска                     | 2   | 0   | 2   | 4     |
| 41.            | Катар                     | 2   | 0   | 1   | 3     |
| 42.            | Бахаме                    | 2   | 0   | 0   | 2     |
| 42.            | Република Косово          | 2   | 0   | 0   | 2     |
| 44.            | Украјина                  | 1   | 6   | 12  | 19    |
| 45.            | Белорусија                | 1   | 3   | 3   | 7     |
| 46.            | Венецуела                 | 1   | 3   | 0   | 4     |
| 46.            | Румунија                  | 1   | 3   | 0   | 4     |
| 48.            | Индија                    | 1   | 2   | 4   | 7     |
| 49.            | Хонгконг                  | 1   | 2   | 3   | 6     |
| 50.            | Словачка                  | 1   | 2   | 1   | 4     |
| 50.            | Филипини                  | 1   | 2   | 1   | 4     |
| 52.            | Јужноафричка Република    | 1   | 2   | 0   | 3     |
| 53.            | Аустрија                  | 1   | 1   | 5   | 7     |
| 54.            | Египат                    | 1   | 1   | 4   | 6     |
| 55.            | Индонезија                | 1   | 1   | 3   | 5     |
| 56.            | Етиопија                  | 1   | 1   | 2   | 4     |
| 56.            | Португалија               | 1   | 1   | 2   | 4     |
| 58.            | Тунис                     | 1   | 1   | 0   | 2     |
| 59.            | Естонија                  | 1   | 0   | 1   | 2     |
| 59.            | Летонија                  | 1   | 0   | 1   | 2     |
| 59.            | Фиџи                      | 1   | 0   | 1   | 2     |
| 59.            | Тајланд                   | 1   | 0   | 1   | 2     |
| 63.            | Бермуди                   | 1   | 0   | 0   | 1     |
| 63.            | Мароко                    | 1   | 0   | 0   | 1     |
| 63.            | Порторико                 | 1   | 0   | 0   | 1     |
| 66.            | Колумбија                 | 0   | 4   | 1   | 5     |
| 67.            | Азербејџан                | 0   | 3   | 4   | 7     |
| 68.            | Доминиканска Република    | 0   | 3   | 2   | 5     |
| 69.            | Јерменија                 | 0   | 2   | 2   | 4     |
| 70.            | Киргистан                 | 0   | 2   | 1   | 3     |
| 71.            | Монголија                 | 0   | 1   | 3   | 4     |
| 72.            | Аргентина                 | 0   | 1   | 2   | 3     |
| 72.            | Сан Марино                | 0   | 1   | 2   | 3     |
| 74.            | Јордан                    | 0   | 1   | 1   | 2     |
| 74.            | Малезија                  | 0   | 1   | 1   | 2     |
| 74.            | Нигерија                  | 0   | 1   | 1   | 2     |
| 77.            | Бахреин                   | 0   | 1   | 0   | 1     |
| 77.            | Литванија                 | 0   | 1   | 0   | 1     |
| 77.            | Саудијска Арабија         | 0   | 1   | 0   | 1     |
| 77.            | Република Македонија      | 0   | 1   | 0   | 1     |
| 77.            | Намибија                  | 0   | 1   | 0   | 1     |
| 77.            | Туркмeнистан              | 0   | 1   | 0   | 1     |
| 83.            | Казахстан                 | 0   | 0   | 8   | 8     |
| 84.            | Мексико                   | 0   | 0   | 4   | 4     |
| 85.            | Финска                    | 0   | 0   | 2   | 2     |
| 86.            | Буркина Фасо              | 0   | 0   | 1   | 1     |
| 86.            | Боцвана                   | 0   | 0   | 1   | 1     |
| 86.            | Гана                      | 0   | 0   | 1   | 1     |
| 86.            | Гренада                   | 0   | 0   | 1   | 1     |
| 86.            | Кувајт                    | 0   | 0   | 1   | 1     |
| 86.            | Молдавија                 | 0   | 0   | 1   | 1     |
| 86.            | Обала Слоноваче           | 0   | 0   | 1   | 1     |
| 86.            | Сирија                    | 0   | 0   | 1   | 1     |
| Укупно: 93 НОК | Укупно: 93 НОК            | 340 | 338 | 402 | 1.080 |

## Маркетинг
Званични амблеми за Олимпијске и Параолимпијске игре 2020. откривени су 25. априла 2016.; дизајнирао је Асао Токоло, који је победио на националном конкурсу за дизајн, има облик прстена са шаром шаховнице у индиго боји. Дизајн је имао за циљ да „изрази префињену елеганцију и софистицираност која представља пример Јапана“. Коцкасти дизајн подсећа на шару звану ицхиматсу моио која је била популарна током Едо периода у Јапану од 1603. до 1867. Дизајни су заменили претходни амблем који је укинут након навода да је плагирао лого Театра де Лијеж у Белгији. Слоган понуде за Игре је био Откриј сутра.
Званична маскота Летњих олимпијских игара 2020. била је Мираитова, фигура са плавим карираним ићимацу мојо шарама инспирисана званичним амблемом Игара. Његове измишљене карактеристике укључују способност телепортације. Креирао их је јапански уметник Рио Танигучи, маскоте су одабране из процеса такмичења који се одржао крајем 2017. и почетком 2018. Укупно 2.042 дизајна кандидата предата су Организационом комитету Токија, који је одабрао три пара неименованих дизајна маскота које ће представити јапанским основношколцима за коначну одлуку. Резултати селекције објављени су 28. фебруара 2018. године, а имена маскоте 22. јула 2018. године. Мираитова је добила име по јапанским речима за „будућност“ и „вечност“, а Сомеити је добио име по сомеијошино, врсти трешњиног цвета. Сомеитијево име се такође односи на енглеску фразу „тако моћан“. Очекивало се да ће маскоте помоћи у финансирању Игара у Токију кроз послове продаје и лиценцирања. За наслеђе игара 3. јануара 2022, Рио Танигучи је створио Мираити (будуће дете маскота).

## Забринутости и контроверзе
Неколико контроверзних питања појавило се током припрема за Игре у Токију. Било је навода о подмићивању у кандидатури Јапанског олимпијског комитета (ЈОК) и о плагијату у почетном дизајну логотипа Игара. Дана 10. децембра 2018, француска канцеларија за финансијске криминале започела је истрагу Цунеказуа Такеде, председника Јапанског олимпијског комитета, у вези са шемом за добијање гласова од афричких чланова МОК-а за 2013. годину за подршку Токију као домаћину Олимпијских игара у Истанбулу или Мадриду 2020. У марту 2020. један јапански бизнисмен је признао да је давао поклоне, укључујући камере и сатове, званичницима МОК-а како би лобирао за њихову подршку кандидатури Токија за домаћина Олимпијских игара. Званични амблеми Олимпијских и Параолимпијских игара у Токију, дизајнирао Кенџиро Сано, представљени су у јулу 2015. године, али су повучени и замењени након оптужби за плагијат. Тужба Оливијеа Дебија, који је тврдио да је његов дизајн логотипа копиран, касније је одбачена, а дизајнер је навео ескалацију судских трошкова.
Масовна сеча за изградњу олимпијских објеката добила је међународне критике. Петиције које садрже више од 140.000 потписа достављене су јапанским амбасадама у Швајцарској и Немачкој, изражавајући забринутост због тврдњи о коришћењу тропског дрвета од Шин Јанга, малезијске компаније са евиденцијом кршења људских права, нелегалне сече и прашуме. уништење. У фебруару 2018, Организациони комитет Олимпијаде је признао да је 87% плоча од шперплоче коришћених за изградњу новог националног стадиона добијено из угрожених прашума.
Делови Игара били су заказани за локације погођене земљотресом и цунамијем у Тохокуу 2011. и нуклеарном катастрофом у Фукушима Даићи. Одржавање догађаја на овим локацијама промовисано је као средство за унапређење опоравка у регионима, а Игре су понекад промовисане као "Recovery Olympics".
Међутим, организација догађаја у овим регионима наишла је на критике; Светска здравствена организација и Уједињене нације сматрају Фукушиму безбедном, иако су научне студије о безбедности тог подручја још увек спорне. Неки становници Тохокуа довели су у питање одлуку да се регион користи као место домаћина, тврдећи да су припреме за Игре успориле напоре за опоравак и да је регион изгубио раднике због пројеката повезаних са Играма.
Међународни медији су навелико извештавали да је Јужна Кореја затражила од МОК-а да забрани јапанску заставу излазећег сунца на Летњим олимпијским играма 2020. тврдећи да је симбол јапанске империјалистичке прошлости, подсећајући на „историјске ожиљке и бол“ за људе Кореје баш као што кукасти крст „подсећа Европљане на ноћну мору Другог светског рата“. Употреба заставе на међународним спортским догађајима као што су Олимпијске игре је контроверзна јер је коришћена за вођење агресивног рата против многих земаља у пацифичким регионима, укључујући напад на Перл Харбор. Како преноси Асошиејтед прес, МОК је издао саопштење као одговор на захтев Јужне Кореје, рекавши да „спортски стадиони не би требало да буду без било каквих политичких демонстрација. Када се појаве забринутости у време утакмица, ми их разматрамо од случаја до случаја." Руски и јужнокорејски званичници оспорили су мапу штафете бакље на званичном сајту Игара, која приказује спорне стене Лианкорт (под управом Јужне Кореје) и Курилска острва (којим управља Русија од 1945.) као део Јапана.
У фебруару 2021, председник ТОЦОГ-а Јоширо Мори поднео је оставку, након што се суочио и са домаћим и међународним критикама због његових сексистичких примедби. Претходно понашање нове председнице, Сеико Хашимото, такође је изазвало критике, што ју је навело да прокоментарише „Жао ми је и мислим да треба да будем опрезан“ на једну од оптужби. Главни креативни директор церемоније отварања и затварања, Хироши Сасаки, поднео је оставку у марту 2021, након што је дао понижавајуће коментаре о Наоми Ватанабе. Сасакијеву замену, Кентаро Кобајаши, отпустио је Организациони комитет дан пре церемоније отварања, након што су јапански медији објавили да се нашалио о Холокаусту у сценарију за своју комедију 1998. говорећи „Хајде да се играмо Холокауста“. Уочи церемоније отварања, Јошихиде Суга, премијер Јапана и врховни саветник Организационог комитета, описао је Кобајашијеве шале као „нечувене и неприхватљиве“, али је такође рекао да је церемонија отварања, која је режирао Кобајаши, требало би да настави како је планирано.
Композитор за церемонију отварања, Кеиго Оиамада, поднео је оставку неколико дана пре церемоније након што је критиковао своје раније малтретирање људи са очигледним инвалидитетом, као што је Даунов синдром. Дана 16. јула, недељу дана пре церемоније отварања, ТОЦОГ је објавио своју подршку Ојамади као композитору и обећао да неће мењати његов избор за церемоније, али су га све веће критике приморале да 19. јула објави оставку. Музика на церемонији отварања укључивала је аранжмане звучних записа за видео игрице пореклом из Јапана; међутим, ово је укључивало музику из серије Dragon Quest, коју је компоновао Коичи Сугијама, кога је The Daily Beast описао као „ноторно хомофобичног и ултранационалистичког“, што је довело до даљих критика Организационог одбора.
Званичници су известили да је до почетка јуна 2021. око 10.000 од 80.000 регистрованих волонтера дало отказ. „Нема сумње да је један од разлога забринутост због заразе корона вирусом“, рекао је извршни директор Организационог комитета, такође наводећи да не верује да ће то утицати на функционисање Игара. Дана 23. јула стотине антиолимпијских демонстраната окупило се испред Јапанског националног стадиона пре церемоније отварања. Обезбеђење је спречило новинаре да напусте стадион како би интервјуисали демонстранте. Укупно, више од 60.000 полицајаца је мобилисано за обезбеђење током Игара, а полиција је редовно распоређена да разбије јавне демонстрације протеста, укључујући борбу против демонстраната на путу да се придруже антиолимпијском протесту у Сендагаји током церемоније затварања 5. септембра, 2021. Ово огромно присуство полиције, укључујући полицајце у цивилу који су окруживали протестну зону, „послужило је као ефикасно средство за криминализацију мирног скупа и за одржавање застрашујуће слике отвореног протеста“.
Пишући за The Conversation, олимпијски научник Мекинтош Рос је изразио забринутост у вези са односом између МОК- а и СЗО, сугеришући да су организације показале недостатак бриге за здравље јапанских грађана и олимпијаца. Како је Рос објаснио, „када МОК и СЗО подржавају глобални мега-догађај који се одржава током пандемије, тешко је поверовати да добробит земље домаћина остаје приоритет“. Слично, јапански научници О'Шеа и Маслов примећују: „Међународно медијско извештавање и коментари се крећу од понекад оштрих критика због покушаја да се изведу 'пандемијске игре', до похвала и похвала за успешно извођење 'игара пандемије' Ипак, прича коју је Јапан – или барем ЛДП – желео да исприча о (поновном) уласку Јапана на светску сцену, остала је неиспричана је била свакодневнија, држава која ради пристојан посао управљања Ковидом и домаћина мега-догађаја противно жељама многих њених становника."
Током Игара појавиле су се бројне контроверзе, а пре свега покушај репатријације 1. августа белоруске спринтерке Кристине Тсиманоуске, наводно због њених критика националних спортских власти и менаџмента тима. Одбијајући да се врати у Белорусију, због страха за своју безбедност, Тсиманоуска је затражила помоћ од МОК-а и отпутовала у Варшаву, 4. августа након што јој је пољска амбасада у Токију одобрила хуманитарну визу.
Пред крај Олимпијаде објављено је да су аустралијски спортисти оштетили сеоске собе пре поласка, остављајући базен повраћања на поду, оштећене кревете и рупу у зиду. Аустралијски олимпијци у рагбију такође су се наводно напили на лету за Сиднеј, остављајући повраћање у купатилу авиона и примајући притужбе од других путника. Шеф тима Аустралије Ијан Честерман је умањио инциденте и рекао да олимпијци неће бити кажњени.
Алжирски џудиста Фети Нурине и његов тренер Амар Бениклеф суспендовани су на 10 година од стране Међународне џудо федерације након што је Нурине одбио да се бори против израелског спортисте на Олимпијским играма. Нурине је рекао да му је његова политичка подршка Палестинцима у израелско-палестинском сукобу онемогућила да се такмичи против израелских спортиста. Суданац Мохамед Абдаларасул такође је одустао од такмичења како би избегао израелског спортисту.
Након завршетка Олимпијских игара, новозеландски судија у скоковима у воду Лиса Рајт открила је да је током такмичења у скоковима у воду, Џоу Џихонг, потпредседник ФИНА из Кине, наводно покренуо вербалну тираду на њу на крају финала мушке платформе на 10 метара. Рајт је тврдила да ју је Џоу вербално злостављао јер је истакла кинеске рониоце. Ронилачки савез Новог Зеланда се накнадно пожалио на инцидент ФИНА-иној етичкој комисији. Као резултат тога, Џоу је одлуком ФИНА Етичког одбора  наложено да напише писмо извињења Рајтовој. Етичко веће је такође дало препоруку да се Џоу укине позиција ронилачког бироа за везу са ФИНА-ом. Етичко веће ФИНА-е је навело да је инцидент током финала мушке платформе био „несрећан” и да је довео до „неспоразума помешаног са погрешном проценом” између Рајта и Џоуа. У мају 2022, бивши међународни скакач у воду, олимпијски судија и претходни члан ФИНА-иног техничког ронилачког комитета са Новог Зеланда Сајмон Латимер открио је да је послао жалбу узбуњивача  извршном директору ФИНА-е Бренту Новицком у децембру 2021. у којој је детаљно описано Џоуово понашање које је неприкладно такође је садржало наводе да је Џоу тренирала кинеске рониоце током великих догађаја током Летњих олимпијских игара 2020. и да је манипулисала судијским комисијама како би била од користи кинеским спортистима. Латимер је тврдила да Џоуино понашање каља репутацију међународног роњења и да је деловала у интересу Кине, а не међународног роњења у целини. Након Латимерове жалбе, на интернету су се појавили видео докази који показују како Џоу тренира кинеске рониоце током такмичарских сесија на Олимпијским играма, понашање које се сматра неетичким с обзиром на њену наводно неутралну улогу потпредседника ФИНА и везе са Бироом за роњење.

## Емитовање
Олимпијске игре Токио 2020. достигле су глобалну публику од 3,05 милијарди људи, према независном истраживању спроведеном у име Међународног олимпијског комитета (МОК). Само званична покривеност дигиталним платформама партнера за емитовање Олимпијских игара генерисала је укупно 28 милијарди прегледа видеа – што представља повећање од 139 одсто у поређењу са Олимпијским играма у Рију 2016. и наглашава промену медијског пејзажа и означавање Токија 2020. као првих игара за стриминг и најгледанијих Олимпијске игре икада на дигиталним платформама.
Сони и Панасоник удружили су се са НХК да би развили стандарде емитовања за телевизију резолуције 8К, са циљем да 8К телевизоре пусте на тржиште на време за Летње олимпијске игре 2020. Почетком 2019. године, италијански емитер РАИ најавио је намеру да примени 8К емитовање за Игре. НХК је емитовао церемоније отварања и затварања, као и покривање одабраних догађаја у 8К. Телекомуникациона компанија НТТ Докомо потписала је уговор са финском Нокиом о обезбеђивању 5Г мрежа у основном појасу у Јапану на време за Игре.
Олимпијске игре у Токију преносиле су мреже НБЦ Универсал у Сједињеним Државама, као део 4,38 милијарду долара започетог на Зимским олимпијским играма у Сочију 2014. Олимпијски и параолимпијски комитет Сједињених Држава је тврдио да је клаузула о „праву на смањење“ у уговору покренута одлагањем Игара за 2021, захтевајући од МОК-а да „у доброј намери преговара о правичном смањењу применљивих права на емитовање“ до НБЦ, при чему је америчка корпорација један од највећих извора прихода МОК-а. Према речима генералног директора НБЦУниверзала Џефа Шела, игре у Токију би могле бити најпрофитабилније Олимпијске игре у историји НБЦ-а. Игре у Токију биле су прве Олимпијске игре НБЦ-ја које је преносила садашња председница Сузан Роснер Ровнер; то би такође било последње због Ровнеровог одласка 2023.
У Европи, ово су биле прве летње олимпијске игре у оквиру ексклузивног паневропског уговора МОК-а о правима са Еуроспортом, који је почео на Зимским олимпијским играма 2018. и са уговором да траје до 2024. године. Права за Летње олимпијске игре 2020. покривала су скоро целу Европу; већ постојећи договор са трговцем искључује Русију. Еуроспорт је планирао да подлиценцира покривеност бесплатним мрежама на свакој територији и другим каналима у власништву подружница Discovery, Inc. У Уједињеном Краљевству, ово су биле последње Игре са правима која су првенствено у власништву Би-Би-Сија, иако као услов уговора о подлиценци због преношења на Игре 2022. и 2024, Еуроспорт поседује ексклузивна права на плаћену телевизију. У Француској су то биле последње Игре чија су права првенствено у власништву француске телевизије. Еуроспорт је дебитовао као власник права на плаћену телевизију, након што је Канал+ одлучио да прода своја права на плаћену телевизију као меру уштеде.
У Канади су Игре 2020. приказане на платформама канадске радиофузне корпорације, Спортснет, ТСН и ТЛН. У Аустралији их је емитовао Севен Нетворк. На индијском потконтиненту, емитовао их је Sony Pictures Networks India (SPN) .

## Белешке
1. ↑  Летње олимпијске игре 1916. су отказане због Првог светског рата, док су 1940. и 1944. такође отказане због Другог светског рата.
2. ↑  на основу просечног курса УСД/ЈПИ 2021.[72]
3. ↑  Неутрални спортисти из Русије такмичили су се под заставом Руског олимпијског комитета.